# Metropolitana di San Paolo
La metropolitana di San Paolo (conosciuta localmente come Metrô) è la rete di linee metropolitane a servizio della città brasiliana di San Paolo. 
È composta da sei linee:. la Linea 1 (Linha Azul), identificata col colore blu, inaugurata nel 1974; la Linea 2 (Linha Verde), identificata col color verde, inaugurata nel 1991; la Linea 3 (Linha Vermelha), identificata col colore rosso, inaugurata nel 1979; la Linea 4 (Linha Amarela), identificata col color giallo, inaugurata nel 2010, la Linea 5 (Linha Lilás), identificata col color lilla, inaugurata nel 2002, e la linea 15 (Linha Prata) inaugurata nel 2014.
Ha un'estensione di 104,4 km con 94 stazioni.
È la rete metropolitana più estesa del Brasile. È integrata nella rete ferroviaria metropolitana della CPTM, formando una rete di circa 380 km, la più estesa rete di trasporto metropolitano su rotaia dell'America Latina.

## Storia
I primi progetti di costruzione di una rete di trasporto metropolitana a San Paolo risalgono al periodo tra gli anni trenta e la seconda guerra mondiale ma solo nel 1966 ebbero una prima reale consistenza. Il consiglio municipale cittadino quindi emanò una legge, il 26 dicembre del 1966, che autorizzava la costituzione di una "Companhia do Metropolitano de São Paulo - Metro" che venne poi fondata il 24 aprile 1968. Otto mesi dopo vennero iniziati i lavori per la costruzione della prima linea Nord-Sud. Nel settembre 1972 venne effettuato il primo viaggio sperimentale in treno tra le stazioni Jabaquara e Saúde. Nel 1974 entrava in servizio commerciale la tratta Jabaquara - Vila Mariana. 
In seguito un programma di ampliamento del sistema di metropolitana ha previsto la costruzione di nuove linee. Il 10 marzo 1979 veniva attivata la linea rossa (linea "3") Palmeiras-Barra Funda - Corinthians-Itaquera. Il 25 gennaio 1991 entrava in funzione la linea "2" (linea verde) tra Vila Madalena e Vila Prudente. Il 10 ottobre 2002 entrava in servizio la linea "5" (lilla) tra Capão Redondo e Largo 13. Infine, tra Luz e Butantã, il 25 maggio 2010, veniva attivata la linea "4" (gialla).
La rete attuale è formata da cinque linee identificate da diversi colori. Il sistema include le linee 1-Blu (Jabaquara - Tucuruvi), 2-Verde (Vila Prudente - Vila Madalena), 3-Rossa (Corinthians-Itaquera - Palmeiras-Barra Funda), 4-Gialla (Luz - Butantã) e 5-Lilla (Capão Redondo - Largo Treze). La linea 4 è attualmente in operazione dall'azienda privata ViaQuatro. Il sistema è collegato gratuitamente alla Compagnia Paulista di Treni Metropolitani (CPTM) nelle stazioni Brás, Palmeiras-Barra Funda, Luz, Santo Amaro, Tamanduateí e Pinheiros, e in altre stazioni di trasporto intermodale nella città di San Paolo. Ogni giorno il Metrô trasporta circa 3,4 milioni di passeggeri. Attualmente la rete copre in totale un tracciato di 104,4 km, divisi in 94 stazioni. Le linee 4 e 5 sono in fase di espansione e la linea 6 è in pianificazione.

## La rete
Attualmente la rete è composta da cinque linee:
| Linea   | Percorso                                     | Inaugurazione | Ultima estensione | Lunghezza | Stazioni | Tempo di percorrenza |
| ------- | -------------------------------------------- | ------------- | ----------------- | --------- | -------- | -------------------- |
|         | Tucuruvi - Jabaquara                         | 1974          | 1998              | 20,2 km   | 23       | 42 min               |
|         | Vila Madalena - Vila Prudente                | 1991          | 2010              | 14,7 km   | 14       | 29 min               |
|         | Palmeiras/Barra Funda - Corinthians/Itaquera | 1979          | 1988              | 22 km     | 18       | 37 min               |
|         | Luz - Vila Sônia                             | 2010          | 2022              | 12,9 km   | 11       | 20 min               |
|         | Capão Redondo - Chácara Klabin               | 2002          | 2018              | 19,9 km   | 17       | 34 min               |
|         | Vila Prudente - São Mateus                   | 2014          | 2018              | 14,7 km   | 11       | 10 min               |
| Totale: | Totale:                                      | Totale:       | Totale:           | 104,4 km  | 94       |                      |

## Progetti

### Prolungamenti linee esistenti
| Linea | Percorso              | Inaugurazione | Lunghezza | Stazioni | Stato            |
| ----- | --------------------- | ------------- | --------- | -------- | ---------------- |
|       | Vila Prudente - Dutra | ?             | 10 km     | 9        | In progettazione |

### Nuove linee
| Linea | Percorso                                | Inaugurazione | Lunghezza | Stazioni | Stato            |
| ----- | --------------------------------------- | ------------- | --------- | -------- | ---------------- |
| 6     | Brasilândia - São Joaquim               | ?             | 14 km     | 17       | In progettazione |
| 15    | Vila União - Hospital Cidade Tiradentes | ?             | 23,8 km   | 17       | In costruzione   |
| 17    | São Paulo-Morumbi - Congonhas/Jabaquara | ?             | 21,5 km   | 20       | In costruzione   |
| 18    | Tamanduateí - Estrada dos Alvarengas    | ?             | 20 km     | 18       | In progettazione |
| 19    | Guarulhos - Cecap ↔ Campo Belo          | ?             | ?         | ?        | In progettazione |
| 20    | Santa Marina ↔ Santo André              | ?             | 31 km     | 24       | In progettazione |